# Margarettidae
Margarettidae é uma família de briozoários pertencentes à ordem Cheilostomatida.
Géneros:
- Margaretta Gray, 1843
- Tubucella Canu & Bassler, 1917